# Melanophloea montana
Melanophloea montana är en svampart som beskrevs av P. M. McCarthy. Melanophloea montana ingår i släktet Melanophloea och familjen Thelocarpaceae.   Inga underarter finns listade i Catalogue of Life.